# Casa de la Vila (Sant Antoni de Vilamajor)
La Casa de la Vila és una obra de Sant Antoni de Vilamajor (Vallès Oriental) protegida com a Bé Cultural d'Interès Local.

## Descripció
Antiga masia, documentada des del segle xiv, remodelada completament a mitjan segle xvii i que acull les dependències administratives de l'Ajuntament després de la remodelació total feta al voltant de 1980. El cos principal és de planta rectangular i teulada a dues vessants amb un interessant ràfec a la façana principal. Aquesta és pràcticament simètrica. Hi destaquen la portalada, d'arc rebaixat adovellat, i un rellotge de sol de grans dimensions. L'immoble consta de planta baixa i dues plantes pis amb tres eixos de composició. Les obertures estan emmarcades amb pedra, així com les cantonades.